# St. Augustine South
St. Augustine South ist  ein census-designated place (CDP) im St. Johns County im US-Bundesstaat Florida. Das U.S. Census Bureau hat bei der Volkszählung 2020 eine Einwohnerzahl von 5.066 ermittelt. 

## Geographie
St. Augustine South grenzt im Norden direkt an die Stadt St. Augustine sowie im Osten an den Intracoastal Waterway und liegt etwa 70 km südlich von Jacksonville. Der CDP wird vom U.S. Highway 1 tangiert.

## Demographische Daten
Laut der Volkszählung 2010 verteilten sich die damaligen 4998 Einwohner auf 2275 Haushalte. Die Bevölkerungsdichte lag bei 1110,7 Einw./km². 94,8 % der Bevölkerung bezeichneten sich als Weiße, 1,1 % als Afroamerikaner, 0,2 % als Indianer und 1,4 % als Asian Americans. 0,4 % gaben die Angehörigkeit zu einer anderen Ethnie und 2,0 % zu mehreren Ethnien an. 4,3 % der Bevölkerung bestand aus Hispanics oder Latinos.
Im Jahr 2010 lebten in 26,6 % aller Haushalte Kinder unter 18 Jahren sowie 31,4 % aller Haushalte Personen mit mindestens 65 Jahren. 68,0 % der Haushalte waren Familienhaushalte (bestehend aus verheirateten Paaren mit oder ohne Nachkommen bzw. einem Elternteil mit Nachkomme). Die durchschnittliche Größe eines Haushalts lag bei 2,38 Personen und die durchschnittliche Familiengröße bei 2,81 Personen.
20,7 % der Bevölkerung waren jünger als 20 Jahre, 20,8 % waren 20 bis 39 Jahre alt, 32,9 % waren 40 bis 59 Jahre alt und 25,6 % waren mindestens 60 Jahre alt. Das mittlere Alter betrug 47 Jahre. 47,0 % der Bevölkerung waren männlich und 53,0 % weiblich.
Das durchschnittliche Jahreseinkommen lag bei 57.948 $, dabei lebten 8,9 % der Bevölkerung unter der Armutsgrenze.
Im Jahr 2000 war Englisch die Muttersprache von 97,43 % der Bevölkerung, Spanisch sprachen 1,90 % und 0,67 % sprachen Französisch.